# Per Olov Jansson
Per Olov ”Prolle” Jansson, även känd som Per Olof Hammarsten-Jansson, född 22 april 1920 i Helsingfors, död 7 februari 2019 i Vanda,  var en finlandssvensk fotograf och författare.

## Biografi
År 1945 gav han ut novellsamlingen "Ung man vandrar allena", och 1946 kom romanen "Bok med lyckligt slut".
På 1950-talet bildade Jansson bolaget Aerofoto tillsammans med sin bror, Lars Jansson. Trots hans långa karriär som fotograf kom hans första fotoutställning inte förrän år 2000, i samband med hans 80-årsdag.
Foton av Jansson har publicerats i följande av Tove Janssons böcker: Lyssnerskan (1971), Skurken i muminhuset (1980) och Anteckningar från en ö (1993).
Hans konstnärskap inom fotografin har beskrivits bygga på perspektiv och förhållandet mellan ljus, mörker och gråtoner.

### Familj
Per Olov Jansson var son till skulptören Viktor Jansson (1886–1958) och tecknaren Signe Hammarsten-Jansson (1882–1970) samt bror till författaren Tove Jansson (1914–2001) och tecknaren Lars Jansson (1926–2000).